# ヴァイオリンソナタ第39番 (モーツァルト)
ヴァイオリンソナタ第39番 ハ長調 K.404(385d)は、ヴォルフガング・アマデウス・モーツァルトが作曲した未完のヴァイオリンソナタである。K.55～K.61までの偽作（K.61はヘルマン・フリードリヒ・ラウパッハの作品）を除けば第31番である。

## 概要
1788年頃にウィーンで作曲されたと考えられているソナタで、おそらく妻のコンスタンツェが演奏するピアノのために書かれたと考えられるが詳しい動機は不明である。
アンダンテ（18小節）とアレグレット（24小節）の2つの楽章で構成されているものの、この2つの楽章はいずれも未完のまま放棄されている。アンダンテは4手ピアノのための変奏曲（K.501）と類似しており、また楽器指定がチェンバロではなくフォルテピアノになっている事から、研究によって1788年の作と推測されている。しかしアレグレットは1785年から1786年に作曲されたとする説もある。この事からアンダンテとアレグレットは別で作曲されたということになる。
後にヨハン・アントン・アンドレによって補筆完成された。
なおペータースの楽譜によると作曲されたのは1782年、最初のアレグロ・モデラートとアンダンテがモーツァルトの手により最後のアレグレットだけ他人の作とされている。

## 構成
2楽章で構成され、演奏時間は約3分。
- 第1楽章 アンダンテ
- 第2楽章 アレグレット

2つの楽章は共に2部形式で書かれている。